# Sickert
Sickert – miejscowość i gmina we Francji, w regionie Grand Est, w departamencie Górny Ren.
Według danych na rok 1990 gminę zamieszkiwało 308 osób, a gęstość zaludnienia wynosiła 60 osób/km² (wśród 903 gmin Alzacji Sickert plasuje się na 588. miejscu pod względem liczby ludności, natomiast pod względem powierzchni na miejscu 478.).